# George Datoru
George Martin Datoru (Port Harcourt, 25 giugno 1977) è un ex calciatore nigeriano, di ruolo attaccante.

## Carriera

### Club
Ha giocato nella massima serie dei campionati austriaco, cipriota ed israeliano.